# フローレンス・ナイチンゲール
フローレンス・ナイチンゲール（Florence Nightingale、1820年5月12日 - 1910年8月13日）は、イギリスの看護婦、社会起業家、統計学者、看護教育学者、「近代医療統計学および看護統計学の始祖ならびに近代看護教育の母」。統計学の業績について高く評価され1858年には王立統計学会初の女性会員となった。
クリミア戦争での負傷兵たちへの献身や統計に基づく医療衛生改革により著名で、「ランプの貴婦人（the lady with the lamp）」の別称がある（日刊紙タイムズの1855年2月8日版に掲載された内容から）。「クリミアの天使」とも称される。
国際看護師の日（5月12日）は彼女の誕生日である。
ロンドンの聖トーマス病院に付属してナイチンゲール看護学校を設立、これは世界初の宗教系でない看護学校であり、現在はキングス・カレッジ・ロンドンの一部となっている。
病院建築でも非凡な才能を発揮した。
ギリシア哲学についても造詣が深く、オックスフォード大学のプラトン学者、ベンジャミン・ジョウェットとも親しく交流した。

## 生涯

### 生い立ち
1820年5月12日、裕福なジェントリの家庭である両親の2年間の新婚旅行中に、トスカーナ大公国の首都フィレンツェで生まれ、フローレンス（フィレンツェの英語名）と名づけられる。
幼少期は、贅の限りを尽くした教育（フランス語・ギリシャ語・イタリア語（姉妹とも読み書き会話ができた）、ラテン語（聖書や哲学の勉強の基礎となるものとして学ぶ）などの外国語、ギリシア哲学（プラトン）・数学・天文学・経済学・歴史（イギリス、外国）、美術、音楽、絵画、英語（英文法、作文）、地理、心理学、詩や小説などの文学）が施される。
しかし、慈善訪問の際に接した貧しい農民の悲惨な生活を目の当たりにするうちに、徐々に人々に奉仕する仕事に就きたいと考えるようになる。

### 青年期
1847年、ブレスブリッジ夫妻（Charles Holte Bracebridge, Selina Bracebridge）という有名な旅行家の友人に連れ添われてローマに旅行に出掛ける。そして、ローマの保養所の所長をしていたシドニー・ハーバートと友人を介して知り合った。帰国後、ハーバート夫人である、通称リズことエリザベス・ハーバートとも親しい交際が始まる。
ナイチンゲールは精神が病んだ姉の看護をするという口実で1851年、ドイツの病院付学園施設カイゼルスベルト学園に滞在する。ここでは、看護婦（当時）に対しても教育が行われていた。その後、看護婦を志し、リズ・ハーバートに紹介されたロンドンの病院へ就職する。ただし無給であった。生活費は年間500ポンドかかったが、数少ない理解者の父が出していた。就職に反対する母、姉はナイチンゲールとは険悪となるが、後に理解を示しナイチンゲールの活躍を応援する立場に回ったという。
のちに婦人病院長となったナイチンゲールは、イギリス各地の病院の状況を調べ、専門的教育を施した看護婦の必要性を訴える。当時、看護婦は、病院で病人の世話をする単なる召使として見られ、専門知識の必要がない職業と考えられていた時代であった。

### クリミア戦争へ

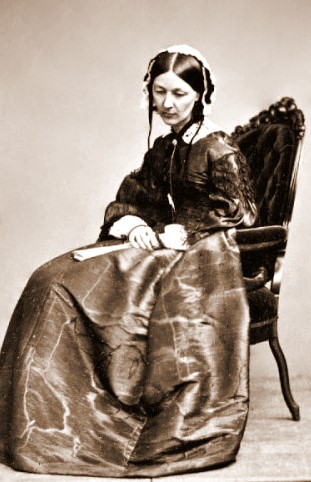
1854年頃の写真

ナイチンゲールが考案した「鶏のとさか」と呼ばれる円グラフ。クリミア戦争での負傷兵たちの死亡原因を、予防可能な疾病、負傷、その他に分けて視覚化している。

しかし、1853年にクリミア戦争が勃発すると、転機が訪れた。ロンドンタイムスの特派員ウィリアム・ハワード・ラッセルにより、クリミア戦争の前線における負傷兵の扱いが後方部隊で如何に悲惨な状況となっているかが伝えられるようになると、一気に世論は沸騰する。ナイチンゲールも自ら看護婦として従軍する決意を固める。
事態を重くみたシドニー・ハーバート戦時大臣は、ナイチンゲールに戦地への従軍を依頼する。10月21日、ナイチンゲールはシスター24名、職業看護婦14名の計38名の女性を率いて後方基地と病院のあるスクタリに向かい、11月に到着した。しかし、兵舎病院は極めて不衛生であり、官僚的な縦割り行政の弊害から必要な物資が供給されていなかった。さらに現地のジョン・ホール軍医長官らは、縦割り行政を楯に看護婦団の従軍を拒否した。ナイチンゲールらは、病院の便所掃除がどの部署の管轄にもなっていないことに目をつけ、まず便所掃除を始めることによって病院内へ割りこんでいった。しかし味方がいないわけではなかった。ヴィクトリア女王はハーバート戦時大臣に対し、ナイチンゲールからの報告を直接自身に届けるよう命じた。ハーバートはすぐにこれを戦地に送り、病院内に貼り出させた。ナイチンゲールと看護婦団、そして傷病兵らは元気付けられた。

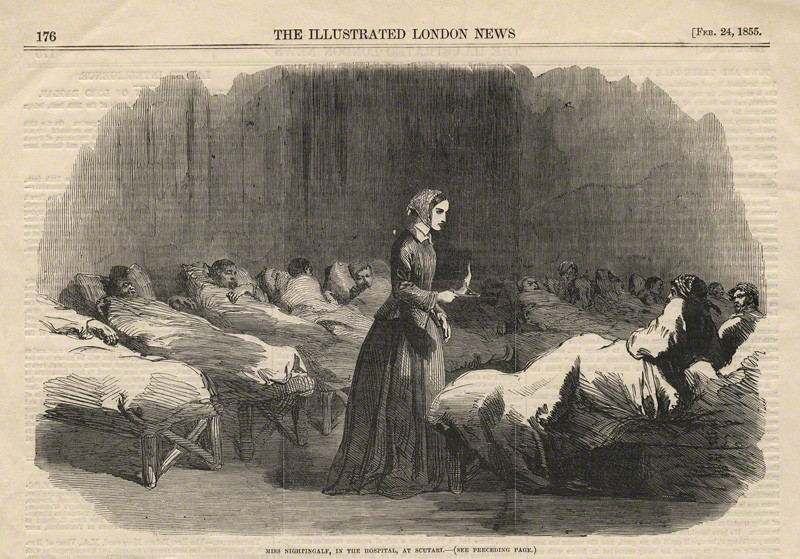
看護師として戦傷兵を見舞うナイチンゲール（1855年）

こうした経緯を経て、彼女はスクタリ病院の看護婦の総責任者として活躍した。後に判明することであるが、着任後に死亡率は上昇 (42%) したものの、『衛生委員会』の査察で衛生状態の改善により好転した。当時、その働きぶりから「クリミアの天使」とも呼ばれた。看護婦を「白衣の天使」と呼ぶのは、ナイチンゲールに由来する。夜回りを欠かさなかったことから、「ランプの貴婦人（または光を掲げる貴婦人）」とも呼ばれた。ナイチンゲール自身はそういったイメージで見られることを喜んでいなかったようである。本人の言葉としては、「天使とは、美しい花をまき散らす者でなく、苦悩する者のために戦う者である」が知られる。
ナイチンゲールの従軍後の1855年、戦時省と陸軍省が合併すると若干事態は好転した。新陸軍省は衛生委員会を組織し、現地へ調査団を派遣した、そして、ナイチンゲールの報告どおり、病院内を衛生的に保つことを命令した。この命令の実施により、2月に約42%まで跳ね上がっていた死亡率は4月に14.5%、5月に5%になったことが後に判明した。兵舎病院での死者は、大多数が傷ではなく、病院内の不衛生（蔓延する感染症）によるものだったと後に推測された。
この間もナイチンゲールは陸軍内の政治的トラブルに巻き込まれる。もっとも大きなものは、ナイチンゲールの辞令の任地に最前線であるクリミア半島が含まれていないことを楯に、ホール軍医長官がその活動を制限したことだった。最終的には、この部分を修正した女王名による新たな辞令が届くが、これは1856年の講和直前のことであった。
1856年3月30日パリで平和条約が締結され、4月29日にクリミア戦争が終結する。7月16日には病院の最後の患者が退院した。

### 講和後
ナイチンゲールは国民的英雄として祭り上げられることを快く思わず、8月6日、スミスという母方の姓を使用して人知れず帰国した。帰国後の11月、ナイチンゲールチームはバーリントンホテルに集結し、アレクサンダー・タロック大佐の克明な報告書を読みながら病院の状況分析を始める。数々の統計資料を作成し、改革のためにつくられた各種委員会に提出した。特に、死亡原因ごとの死者数を一目で把握できるよう工夫された「極面グラフ（polar area diagram）」の使用で知られる。この円形のグラフは、各扇形の面積が死者数に比例するよう設計され、後に「ナイチンゲール・ローズ・ダイアグラム」とも呼ばれる。ナイチンゲール自身は、これらの図をまとめた報告書を「コックスコム（鶏冠）」と名付けた。
当時としては革新的な統計図であり、視覚的に理解しやすいこの形式は議員や官僚への政策提言に大きな効果をもたらした。なお、円グラフや棒グラフはすでにウィリアム・プレイフェアによって18世紀末に発明されており、ナイチンゲールはその系譜にある新たな可視化手法を発展・普及させた人物である。
このためイギリスでは、ナイチンゲールを統計学の先駆者としている。これによる改革は保健制度のみではなく、陸軍全体の組織改革につながった。ナイチンゲールは1859年にイギリス王立統計学会の初の女性メンバーに選ばれ、後にはアメリカ統計学会の名誉メンバーに選ばれた。
ナイチンゲールは「自分は（クリミア戦争における英国の）広告塔となる」ことをいとわなかった。しかし、あまりに広告塔として利用されたせいか、戦争終結後はむしろ有名人として扱われるのを嫌うようになる。それが昂じて遺言では、墓標にはイニシャル以外を記すことを許さなかった程であった。
ナイチンゲールのこうした態度に影響されてか否か、赤十字国際委員会の創設者の一人であるアンリ・デュナンがナイチンゲールの活動を高く評価していたため、委員会が「傷病者や障害者または紛争や災害の犠牲者に対して、偉大な勇気をもって献身的な活躍をした者や、公衆衛生や看護教育の分野で顕著な活動あるいは創造的・先駆的貢献を果たした看護婦」（全世界で隔年（西暦で奇数年）で50人以内）に対して贈る記念章に名前を残している。なお、ナイチンゲール自身は赤十字社活動には関わっておらず、むしろボランティアによる救護団体の常時組織の設立には真っ向から反対していた。これはマザー・テレサと同様、「構成員の自己犠牲のみに頼る援助活動は決して長続きしない」ということを見抜いていたためである。この考えは「犠牲なき献身こそ真の奉仕」という有名な言葉にも表れている。そして「構成員の奉仕の精神にも頼るが、経済的援助なしにはそれも無力である」という考え方があったからだといわれている。
超人的な仕事ぶりと必要であれば相手が誰であろうと直言を厭わない果敢な姿勢により、交渉相手となる陸軍・政府関係者はナイチンゲールに敬意を示し、また恐れもした。ロンドン市内メイフェアのオールド・バーリントン通り (en) のバーリントン・ホテル内にあったナイチンゲールの住居兼事務所は関係者の間で敬意と揶揄の双方の意味を込めて「小戦争省（Little war office）」とあだ名された。
また、戦時中に作られたナイチンゲール基金が45,000ポンドに達すると、聖トーマス病院（現キングス・カレッジ・ロンドン）内にナイチンゲール看護学校がつくられる。校長は病院の婦長ウォードローパーが当たったが、運営に関してはナイチンゲールも協力した。その後、同様の各種の養成学校がイギリス内に作られ、現在に近い看護婦養成体制が整い始めた。

### 晩年‐死去

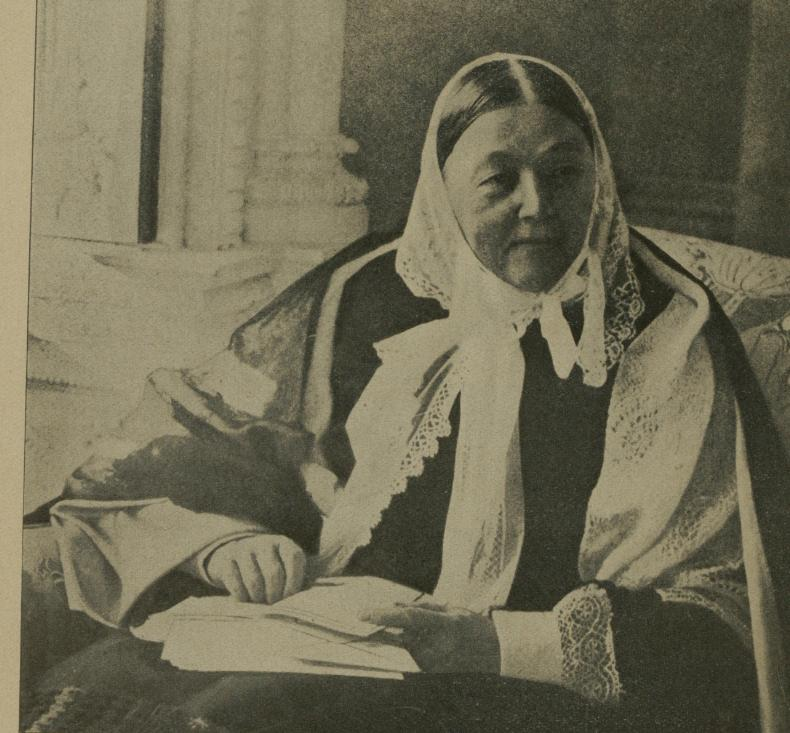
晩年のナイチンゲール

彼女自身が看護婦として負傷兵たちに奉仕したのはクリミア戦争従軍時の2年間だけであり、その献身の象徴的イメージ、そしてむしろ統計に基づく医療衛生改革で名声を得た。
37歳（1857年）の時に心臓発作で倒れてしまい、その後は慢性疲労症候群に由来すると考えられる虚脱状態に悩まされた。死去するまでの約50年間はほとんどベッドの上で過ごし、本の原稿や手紙を書くことが活動の柱となった。
晩年は年老いた親の看病などに当たるが、1874年に父親が80歳で没し、1880年に母親が91歳で没したあとは活動も少なくなり、1890年に姉が71歳で没し、以降はずっと自宅にいることが多くなった。1910年8月13日に、ロンドン市内メイフェアのサウス・ストリート10番地 (en) の自宅で静かに息を引き取った（享年90）。死去に当たり、国葬を打診されたが遺族が辞退した。
現在、聖トーマス病院にナイチンゲール博物館がある。
2007年、1890年にロンドンで蝋管に録音された肉声（内容は、クリミア戦争で戦った兵士達が無事に帰還できるよう祈るものである）が、東京大学先端科学技術センターにより公開された。　　　

### 死因
1995年にブリティッシュ・メディカル・ジャーナルは、D.A.B. Young の Florence Nightingale's fever を掲載。論文ではナイチンゲールの死因はブルセラ病の慢性症状であったと診断している。

## 親族

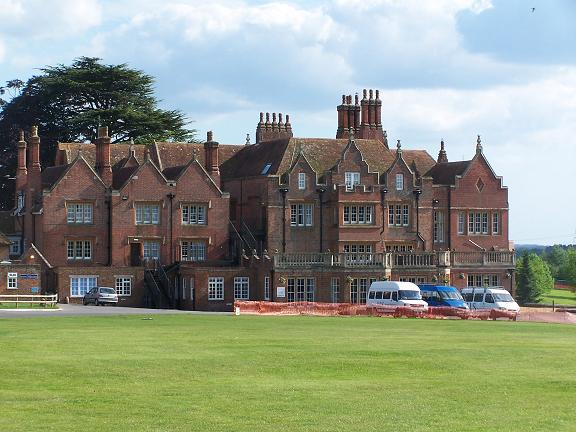
Embley Park。かつての一族の居住地だった

- 父 ウィリアム・エドワード・ショア(Shore)（1794年 - 1874年）後にウィリアム・エドワード・ナイチンゲール(en:William Nightingale)。
- 母 フランシス・スミス （Frances Smith 1789年- 1880年）フランシス・ナイチンゲール、ファニー(Frances "Fanny" Smith)ともいわれる。
- 姉 パーセノぺ（ en:Frances Parthenope Verney 1819年4月19日 - 1890年5月12日）、両シチリア王国の首都ナポリで誕生。名前の由来はナポリ（古名:ネアポリス＝新しい町）付近にあった旧植民都市パルテーノペ（ギリシャ神話にでてくるニンフの名前に由来。のちネアポリスに対してパレオポリス＝古い町とも呼ばれた）による。 旧10ポンド券の裏面はフローレンス・ナイチンゲールが描かれていたが、表面の女王の左に使用されていたユリの花はパーセノぺの描いたものであった。

## 主な業績
- 専門教育を施した看護婦の養成の必要性を説き、ナイチンゲール看護学校を創設した。
- クリミア戦争に従軍し、兵舎病院の衛生改善に努力した。
- 陸軍の衛生改善に協力した。
- イギリスにおける統計学の基礎を築いた[要出典]。
- 看護にはじめて統計学を持ち込んだ（さらに専門家でない女王が見やすいようにデータの視覚化を行った）。
- 著書『看護の栞（英語版）』は、広く看護教育の場では古典として読み継がれている。

## ナイチンゲール誓詞
ナイチンゲール誓詞（Nightingale Pledge）は、1893年アメリカ合衆国ミシガン州デトロイト市にあるハーパー病院（Harper Hospital）のファーランド看護学校 (Farrand Training School for Nurses) の校長リストラ・グレッター夫人を委員長とする委員会で、ナイチンゲールの偉業を讃え作成されたものである。

## ナイチンゲール病棟
ナイチンゲールが考案した病院建築。『病院覚え書』(Notes on Hospitals)に図面入りで記されている。
- 病室は間仕切りなしのワンルーム。
- 患者のベッド1つにつき、1つの窓がセットされる。
- ベッドは病室の左右にそれぞれに15ずつ並んでいる。
- 窓は高い天井まで延びた3層の窓。
- 一番高い3層目の窓を常時開放しておくことで、病室の換気を行う。

また、『病院覚え書』には、患者一人の療養空間として相応しい面積、ベッドの高さやベッドとベッドの間の距離についても、理想的な計算値が述べられている。
ナイチンゲール病棟は、当時の聖トーマス病院をはじめとして、世界中の病院建築に取り込まれ、実際の建物として現実的に機能した。

## 著作
『看護の栞』の他にも150篇ほどの厖大な量の著作を残している。
著作のほとんどは『ナイチンゲール著作集』（現代社、全三巻 1974、1975、1977）に収録されている。
- 薄井坦子 等 訳『ナイチンゲール著作集 第1巻』現代社、1974年。
- 薄井坦子 等 訳『ナイチンゲール著作集 第2巻』現代社、1975年。
- 薄井坦子 等 訳『ナイチンゲール著作集 第3巻』現代社、1977年。

その中の主要なものを挙げる。
- 看護についての著作
  - カイゼルスウェルト学園によせて（1851年）
  - 女性による陸軍病院の看護（1858年）
  - 看護覚え書（1860年）
  - インドの病院における看護（1865年）
  - 救貧病院における看護（1867年）
  - 貧しい病人のための看護（1876年）
  - 病院と患者（1880年）
  - 看護婦の訓練と病人の看護（1882年）
  - 病人の看護と健康を守る看護（1893年）
- 病院についての著作
  - 病院覚え書（1863年）
  - 産院覚え書（1871年）
- 英国陸軍の保健についての著作
  - 英国陸軍の保健（1858年）
  - インド駐在陸軍の衛生（1863年）

## 日本語訳著作
- 岩井禎三 訳『看護の栞』日本赤十字発行所、1913年。
  - 看護覚え書 看護であるもの・看護でないもの 小玉香津子訳. 現代社, 1968
  - 看護覚え書 看護であること・看護でないこと 改訂新版 湯槙ます等訳. 現代社, 1976.
  - 二つの看護覚え書き 本当の看護とそうでない看護について 尾田葉子訳 日本看護協会出版会, 1985.5.
  - 要訳看護覚え書き 西田晃訳. 厚生社インフォメーションサービス, 1991.3
  - 看護覚え書き 何が看護であり、何が看護でないか 小林章夫ほか訳. うぶすな書院, 1995.11.
- ロザリンド・ナツシュ 編、教文館編輯部 訳『ナイチンゲール書翰集』教文館、1939年。
  - ナイチンゲール書簡集 浜田泰三訳. 隆鳳堂, 1958.
  - ナイチンゲール書簡集 ABC企画 (制作), 1974.
  - 新訳・ナイチンゲール書簡集 看護婦と見習生への書簡 湯槙ます等編訳. 現代社, 1977.3.
- ナイチンゲール著作集 全3巻 湯槙ます監修 編訳: 薄井坦子等 現代社, 1974-77.

## 関連作品
- 白衣の天使（1936年の伝記映画）
- ランプの貴婦人（1951年の伝記映画）

## ナイチンゲール関連
ナイチンゲールを由来とするもの
- フローレンス・ナイチンゲール記章
- ナイチンゲール症候群
- エーザイ※ロゴのhhc（human health careの略）はナイチンゲールの直筆サインから取り出したもの。
- イギリスでは、2019年の新型コロナウイルス感染症の流行に際して、イギリスの国営医療機関国民保健サービス(NHS)が臨時の Nightingale Hospital を各地に設置した[7]。
- クリミア戦争での戦没者追悼記念碑（英語版） - 記念碑建設後の1914年にナイチンゲールと戦争省長官シドニー・ハーバートの像がおかれる。
- イングランド銀行券（英語版）で、1975‐1994 年まで10ポンド紙幣の絵柄であった。

ゆかりの物
- 録音音声 ‐ British Library Sound Archive（英語版）によって、1890年7月30日に録音が行われた。データ資料は、2004年3月18日に大英図書館からWellcome Collection（英語版）へ委託され、Web上へ公開された[8]。
- 写真 ‐ 写真や肖像画になることを好まなかったため、多くても12枚を超えることはないだろうとされている[9]。

ゆかりの場所
- セリミエ・バラックス（英語版）（セリミエ兵舎、スクタリ病院） ‐トルコ軍の兵舎であったものをイギリス軍に割り当て、ナイチンゲールが赴任して病院として使われた。兵舎の北端にはナイチンゲールの博物館がおかれている。
- レンキオイ病院（英語版） ‐クリミア戦争中、ナイチンゲールと戦争省次官Benjamin Hawes（英語版）の依頼で技術者イザムバード・キングダム・ブルネルが５か月で建設したプレハブ式の野戦病院。
- ナイチンゲール看護学校

博物館
- ナイチンゲール博物館（英語版） ‐ロンドン
- Claydon House（英語版） - 姉が住んでいたことから、晩年によく滞在していた。ナショナルトラストの管理物となり博物館となっている。